# Kaasselbierg
Kaasselbierg är en kulle i Luxemburg. Den ligger i kommunen Clervaux, i den norra delen av landet, 50,5 kilometer norr om staden Luxemburg. Toppen på Kaasselbierg är 415 meter över havet.